# ʿAbdallāh ibn Wahb
ʿAbdallāh ibn Wahb (arabisch عبد الله بن وهب, DMG ʿAbdallāh ibn Wahb, geb. 743; gest. 812) war ein bedeutender Jurist, Traditionarier und Koranexeget im zweiten muslimischen Jahrhundert (8. Jahrhundert n. Chr.) mit Wirkungsfeld Ägypten und Medina. Er war einer der bekanntesten Schüler von Mālik ibn Anas, in dessen Kreis er über dreißig Jahre verkehrte.

## Leben
Sein Großvater war Berber und kam nach der islamischen Eroberung Nordafrikas nach Ägypten. Seine Familie stand im Klienten-Verhältnis zum bekannten Stamm der Banū Fihr, die sich als Gründer eines neuen arabischen Quartiers in Fustat (heute: Alt-Kairo; Fusṭāṭ) in der Nähe des koptischen Viertels einen Namen gemacht haben. In diesem Milieu erlernte Ibn Wahb die Kunst des Schreibens und Lesens bei einem Kopten. Der ägyptische Historiker al-Maqrīzī (gest. 1442) erwähnt in seiner Stadtchronik diese muslimischen Neugründungen in der Nähe des damaligen – und heute noch bestehenden – koptischen Viertels.
Im Jahre 761 trat er seine erste Pilgerfahrt nach Mekka und Medina an, um dann in den folgenden Jahrzehnten bei mekkanischen, vor allem aber bei medinensischen Gelehrten zu studieren. Er ist als einer der besten Schüler von Mālik ibn Anas und als Überlieferer von dessen Muwaṭṭaʾ, dem grundlegenden Werk der Malikiten, ausgewiesen. Durch die konsequente Anwendung des von ihm überlieferten Hadith-Materials in Verbindung mit seinen Verweisen auf die Lehrmeinungen – opinio (Ra'y) – seiner Lehrer erfuhr die systematische Darstellung des islamischen Rechts im Kreis der Malikiten ihre inhaltliche Erweiterung.
Die arabischen Biographen nennen über hundert Persönlichkeiten der Hadith- und Rechtsgelehrsamkeit aus dem 8. Jahrhundert, bei denen Ibn Wahb studiert hat. In einer biographischen Abhandlung der Primärquellen von Ibn Wahb hat Ibn Baschkuwāl aus Córdoba insgesamt 259 Gelehrte unter dem Titel schuyūch ʿAbd Allāh ibn Wahb al-Quraschī / شيوخ عبد الله بن وهب القرشي / Šuyūḫ ʿAbd Allāh ibn Wahb al-Qurašī / ‚die Lehrer von ʿAbd Allāh ibn Wahb al-Quraschī‘ in alphabetischer Anordnung angeführt. Das Buch endet mit einer detaillierten Darstellung der Vita von Ibn Wahb.

## Werke
- In der Traditionssammlung al-Dschāmiʿ / الجامع / al-Ǧāmiʿ hat Ibn Wahb Aussagen des Propheten Mohammed (Hadith) und seiner Nachfolger nach medinensischen, ägyptischen und syrischen Quellen thematisch geordnet zusammengestellt. Das älteste Werkfragment ist eine in Edfu (Ägypten) aufgefundene Papyrusrolle aus der ersten Hälfte des 9. Jahrhunderts, die in der Edition des französischen Orientalisten Jean David-Weill (1898–1972) seit 1939 gedruckt zur Verfügung steht.
- Seine Koranexegese at-tafsīr / التفسير wird dem Dschāmiʿ zugeordnet; davon sind Anfang der 1990er-Jahre drei Pergamenthefte in der ehemaligen Moscheebibliothek in Kairouan entdeckt und publiziert worden. Es ist anzumerken, dass der Verfasser sein Tafsīr nicht gemäß der koranischen Anordnung Sure/Vers, sondern nach den Namen seiner unmittelbaren Quellen zusammengestellt hat. Dieser zweifelsfrei eigenwillige und in der koranexegetischen Literatur einmalige Umgang mit dem Material erschwert allerdings dem Leser, die betreffenden Koranverse und ihre Erläuterung im Werk aufzufinden. Diese Methode führt folglich dort zu Wiederholungen, wo mehrere Primärquellen des Verfassers ein und denselben Koranvers interpretieren. Der Verfasser widmet neben der Koranauslegung auch den koranischen Lesarten (qirā'āt) und der Abrogationsfrage eigenständige Kapitel. Die vorliegenden Abschriften sind auf das Jahr 903 datiert und stellen somit die ältesten Handschriften koranwissenschaftlichen Inhalts dar, die nach dem gegenwärtigen Forschungsstand bekannt sind.

- al-Muwattaʾ (arabisch: al-Muwattaʾ / الموطأ / al-Muwaṭṭaʾ / ‚Der geebnete Weg‘), ist ein rechtswissenschaftliches Werk, in dem Ibn Wahb, wahrscheinlich wie sein Lehrer Mālik ibn Anas in seinem gleichnamigen Buch, alle Bereiche der Jurisprudenz abgehandelt und dabei neben der Rechtslehre von Medina auch auf ägyptische Autoritäten zurückgegriffen hat. Von diesem Werk liegen gegenwärtig zwei Fragmente in der Kairouaner Handschriftensammlung vor; das eine ist dem Strafrecht, das andere dem Vertragsrecht zuzuordnen. Die für das islamische Recht relevanten Hadithe beider Werke hat sein Kairouaner Schüler Sahnūn ibn Saʿīd in seiner Mudawwana, dem bekannten corpus iuris der malikitischen Rechtsschule, verarbeitet.[5]

- Außerhalb seines Ǧāmiʿ hat Ibn Wahb Hadithe eschatologischen Inhalts unter dem Titel Kitāb al-ahwāl كتاب الأهوال / Kitābu ʾl-ahwāl / ‚Das Buch der Schrecken‘ überliefert; sie sind nur in späteren Traditionssammlungen des 5. und 6. Jahrhunderts erhalten.[6]

Die Schriften des Ibn Wahb sind über die Grenzen Ägyptens hinaus vor allem in Nordafrika und in andalusischen Gelehrtenkreisen der Folgegenerationen bekannt gewesen.